# Diana Lui
Diana Lui (nom chinois 雷梦君), née le 7 mai 1968 en Malaisie est une artiste, photographe-plasticienne et réalisatrice franco-belge, d’origine chinoise. Elle vit et travaille à Paris.

## Biographie
Diana Lui est née en Malaisie, installée à Paris depuis plus de 10 ans. Diplômée du célèbre Art Center College of Design de Pasadena de Californie, elle a émigré en Europe en 1993 après 12 ans passés aux États-Unis.
Diana Lui utilise plusieurs médiums (photographie, peinture, installation, performance, vidéo). Largement autobiographique, son travail photographique est axé sur les transformations psychologiques et physiques issues des formes modernes du nomadisme. Mettant en scène la vie intime des gens qu’elle rencontre, Diana Lui a débuté ce vaste cycle photographique il y a 20 ans. Son projet consiste à voyager de par le monde avec une ancienne chambre photographique 20×25 cm et de créer au cours de ses multiples rencontres des portraits en noir et blanc « intimes, psychologiques et anthropologiques ».
Ses différents travaux en tant que photographe et vidéaste peuvent donc se poursuivre sur plusieurs années et ont été présentés dans de nombreuses institutions prestigieuses comme le Musée des beaux-arts de Caracas au Venezuela, le musée de la photographie à Charleroi, le musée des beaux-arts de Canton, ainsi qu’à l’occasion d’événements internationaux comme le Festival International de La Photographie de Ping Yao, la foire d’art contemporain Art Beijing...
La qualité de sa démarche photographique et sa capacité à transmettre des instants emplis d’une forte intimité lui ont valu d’être sélectionnée pour le "prix HSBC de la photographie" en 2008.

## Expositions principales
2013-2014
- L'envers des corps, Galerie Sponte et l'Institut du monde arabe, Paris, France – exposition de portraits féminins dans la Tunisie d'hier et d'aujourd'hui – tirages argentiques grand format, performance
- The Feminine Beyond, Galerija Fotografija, Ljubljana - Slovénie

2012
- Dali International Photographiy Festival, Chine
- Fotofever, Paris Bruxelles

2011
- Paris Photo, Paris, France
- Milan Image Art Fair, Italy

2010
- Le Voile essentiel, Galerie 127, Marrakech, Maroc – exposition sur le voile et costume traditionnel marocains – photos, vidéo et installation
- Marrakech Art Fair
- Rivière Infinie, Sentier du Rhône, Pont de Rochemaure en Ardèche, France – circuit d'art contemporain, installation in situ d’un miroir ondulant de 15 mètres à l'entrée du pont
- Pur Sang, Château de Maisons à Maisons-Laffitte, France - Deuxièmes rencontres photographiques de Maisons-Laffitte, exposition sur l'univers et personnages autour des chevaux et du monde de l'hippisme - photos et installation
- Intemporel, Galerie Sponte, Paris, France - exposition photo

2009
- Cut 09, Valentine Willie Fine Art Gallery, Kuala Lumpur, Malaisie et Singapour - exposition d'art contemporain sur le corps par des artistes renommés de l'Asie du Sud-Est (Manit Sriwanichpoom, Melati Suryodarmo, I-Lann Yee, etc.) - photos
- PhotoBeijing 2009, Agricultural Exhibition Centre of China, Pekin, Chine avec Klavdij Sluban, Marc Riboud, Patrick Robert et Wu Jialin
- Paris Pékin, Galerie Lipao Huang, Paris - avec Marc Riboud, Klavdij Sluban
- Salon Art Show & Festival AVIFF, Cannes, France - exposition photo et film court métrage Four Play en compétition
- Photographe sous influences, Galerie Sponte, Paris, France - exposition photo

2008
- Another Voice, We..., Musée des Beaux-Arts de Shanghai, Chine - exposition sur la place des femmes dans le monde du globalisme aujourd'hui -     12 femme artistes contemporaines de Chine et des pays internationaux (Olga Kisseleva, Danielle Vallet Kleiner, Ryoko Suzuki, Xing Danwen, etc.) - photos, installation, vidéo
- Femmes, Arbres et Hommes, Galerie Sinitude, Paris, France - exposition photo
- Huachen Auctions, Pékin, Chine
- ArtBeijing Fair, Chine - foire d'art contemporain

2007
- Cities of the Immortals, Musée des Beaux-Arts de Canton[3], Chine - exposition de photographies grand format
- Merimetsan Alchemy, Galerie HOP, Estonie - exposition photo et installation, en coopération avec Otto Von Busch (l’université de Göteborg, Suède) et Sirja-Liisa Vahtra (artiste estonienne)
- Le Conservatoire du Cap Corse, Canari (Haute-Corse) - série de portraits de Corses avec costumes datant du XVIIIe siècle (costumes reconstitués à partir des travaux de recherche de l’ethnologue Rennie Pecqueux-Barboni) - exposition permanente
- ArtCurial, Paris
- Sex Market, Tallinn Art Hall (Kunstihoone), Tallinn, Estonie - exposition d’artistes estoniens et internationaux consacrée à la prostitution en Europe de L’Est, commissaire de l’exposition - Reet Varblane - photos
- Festival DesignMai, Berlin - exposition photo des personnalités du monde du design sur 5 ans de festival

2006
- Arbres, Individus et Sexualité, Galerija Fotografija, Ljubljana, Slovénie - avec la collaboration de l’Institut Français Charles Nodier - exposition photo
- Trees, Individuals, & Sexuality, Aura Gallery, Shanghai, Chine - exposition photo
- Chance, Agnès B., Londres, Angleterre - exposition photo organisée par le magazine d’art londonien Chance
- Lianzhou International Photo Festival, Chine
- Blurred Certainty, Jerwood Space, Londres, Angleterre - exposition photo
- 15e Prix National de Photographie, musée de la photographie de Charleroi, Belgique

2005
- Retratos Intimos(Portraits Intimes), Musée des beaux-arts de Caracas, Venezuela - exposition de photographies grand format

2004
- Sensaciones, Fototeca de Monterrey, Mexique - photos en couleur, grand format et projection de courts métrages - avec le soutien de l'Alliance française de Monterrey
- Millenium Museum for Contemporary Art, Pékin, Chine - exposition photo

2003
- Portraits Intimes, Galerie Cathay, Paris - exposition photo
- Festival International de la Photographie à Ping Yao en Chine

1998-2002
- Correspondante à Paris pour ART & AUCTION (New York) photographe pour NOVA, L’EXPRESS, LE NOUVEL OBSERVATEUR

1996
- Notices The Gallery, Singapour - photographies noir et blanc d’artistes contemporains de Singapour et de Malaisie
- Photographie artistique en Malaisie aujourd'hui, Galerie nationale d'art de Kuala Lumpur, Malaisie - première exposition photographique majeure en Malaisie dans un musée national

1995
- Erotisme et Paysages - 4e Festival National de Dance Sutra - Kuala Lumpur, Malaisie - exposition de photographies explorant le sujet de l'érotisme par des femmes photographes de Malaisie
- Centre Culturel Américain, Bruxelles, Belgique - portraits en tirages platine /palladium par des photographes contemporains américains et européens

1994
- Photographie nouvelle de Belgique - Bruxelles, Belgique - exposition de portraits par l'Association Arrêt sur l'Image

1992
- Art Center College of Design, Pasadena, Californie - exposition de portraits avec chambre 20×25, tirages en platine/palladium

1991
- Rotunda Gallery, Los Angeles, Californie - exposition collective des femmes photographes de Los Angeles

1990
- Eros & Thanatos, UCLA Kerckhoff Art Gallery, Université Californie Los Angeles (UCLA), États-Unis - aquarelles, pastel, photographies et esquisses

1989
- UCLA Kerckhoff Art Gallery, université de Californie à Los Angeles (UCLA), États-Unis - série de tirages argentiques sur les enfants de Malaisie, Mexique et Belize, dessins en fusain, pastels, gouache et encre de chine

## Stages/Workshops
- 2005 : Images in our daily life - CEDIM, Centro de Estudios de Diseño de Monterrey, Mexique
- 2007 : Art as therapy - Merimetsan Rehabilitation Center, Tallinn, Estonie
- 2008 : Le Portrait à nu - Les Stages Photos des Rencontres d'Arles, France
- 2009 : Le Portrait à nu - Les Stages Photos des Rencontres d'Arles, France
- 2010 : Le Portrait : une approche sensible - Les Stages Photos des Rencontres d'Arles, France

## Prix et bourses
2010
- Résidence d’artiste lors des Deuxièmes rencontres photographiques de Maisons-Laffitte, Maisons-Laffitte, France – Centre des Monuments nationaux
- Sentier du Rhône – résidence d'artiste, installation in situ Rivière Infinie, Pont de Rochemaure en Ardèche
- Résidence d’artiste Valentine Willie Gallery, Bali, Indonésie

2009-2010
- Résidence d'artiste Denise Masson, Marrakech - l'Institut français de Marrakech, Maroc

2009
- Résidence d'artiste Rimbun Dahan, Malaisie

2008
- Concours du Consulat Général de France à Shanghai, Chine - résidence, projet d'installation/exposition Another Voice, We..., musée des beaux-arts de Shanghai
- Fondation HSBC pour la photographie, Paris, France - finaliste

2007
- Bourse du Centre culturel français de Tallinn, Estonie - pour l'exposition/projet de l'art et thérapie Merimetsan Alchemy

2006
- 15e Prix National Photographie Ouverte - Musée de la photographie à Charleroi, Belgique

2005
- Prix FNAC Européen de la Photographie 2005, Belgique - finaliste

2003
- Prix Kodak de la Critique Photographique 2003, Paris, France – mention spéciale
- La 20e Bourse du talent, Paris, France

2000
- Search for Art, Bologne, Italie - finaliste

## Collections
Expo :
- Bibliothèque nationale de France, Paris, France
- Musée des beaux-arts de Canton, Chine
- Musée de la photographie à Charleroi, Belgique
- Musée des beaux-arts de Caracas, Vénezuela
- Fototeca de Monterrey, Nuevo Leon, Mexique
- Université de Californie à Los Angeles, USA